# Erving Goffman
Erving Goffman (Mannville, Alberta, 11 de Junho de 1922 – Filadélfia, 19 de Novembro de 1982) foi um cientista social, antropólogo, sociólogo e escritor canadense. Foi considerado "o sociólogo norte-americano mais influente do século XX". Em 2007, foi listado pelo “The Times Higher Education Guide” como o sexto autor nas ciências humanas e sociais mais citado, atrás de Anthony Giddens e à frente de Jürgen Habermas.
Goffman foi o 74º presidente da “American Sociological Association”. Sua contribuição mais conhecida para a teoria social é o seu estudo sobre interação simbólica. Este tomou a forma de análise dramatúrgica, começando com o seu livro de 1959, “A Representação do Eu”. Outras obras importantes de Goffman incluem Manicômios, Prisões e Conventos (1961), Estigma: Notas Sobre a Manipulação da Identidade Deteriorada (1963), Interaction Ritual (1967), Frame Analysis (1974), e Forms of Talk (1981). Suas principais áreas de estudo incluíram a sociologia da vida cotidiana, a interação social, a construção social do eu, organização democrática da experiência, e elementos particulares da vida social, tais como instituições totais e estigmas.

## Vida
Goffman nasceu em 11 de junho de 1922, em Mannville, Alberta, Canadá, de Max Goffman e Anne Goffman, née Averbach. Ele era de uma família de judeus ucranianos que haviam emigrado para o Canadá, na virada do século. Ele tinha uma irmã mais velha, Frances Bay, que se tornou uma atriz. A família mudou-se para Dauphin, Manitoba, onde seu pai operava um negócio de costura bem sucedido.
Em 1952, casou-se com Angelica Choate; em 1953, seu filho Thomas nasceu. Angelica sofria de doença mental e suicidou-se em 1964. Fora de sua carreira acadêmica, Goffman era conhecido por seu interesse, e relativo sucesso, no mercado de ações e em jogos de azar. Em certo ponto, em busca de seus hobbies e estudos etnográficos, ele se tornou chefe de equipe em um casino em Las Vegas.
Em 1981, casou-se novamente, agora com a sociolinguista Gillian Sankoff. No ano seguinte, sua filha Alice nasceu. Em 1982, Goffman morreu na Filadélfia, Pensilvânia, no dia 19 ou 20 de Novembro (fontes variam), de câncer de estômago. Alice Goffman também é socióloga.

## Trajetória acadêmica
Goffman era um notável observador dos encontros sociais, ao mesmo tempo em que, pessoalmente, demonstrava falta de vontade de lidar com as convenções sociais e regras típicas da interação humana. No livro “Goffman Unbound!” (2006), de Thomas Scheff - sociólogo e ex-aluno de Goffman – é documentado como ele se aproveitava de meras conversas cotidianas para testar as pessoas e suas reações, um comportamento que segundo Scheff e atestado por amigos e colegas, sugeria estar Goffman sempre “trabalhando”.
Essa atenção aos menores detalhes da prática humana está muito clara em seus escritos. Goffman, com uma perspicaz habilidade observacional, dá atenção aos detalhes que costumam passar batido, ao que normalmente não é notado. Surpreendentemente, a opinião acadêmica sobre o autor é dividida. Os simpáticos a ele, ressaltam o criativo e perspicaz vocabulário que seu trabalho fornece para a compreensão dos encontros sociais. Por outro lado, os “críticos” veem em sua sociologia não-convencional um estilo de análise “não-sistemático”. A despeito das divergências, é inegável a contribuição de Goffman para as ciências sociais, principalmente no que se refere a temas como o “eu”, emoções, civilidade e resistência.
Erving Manual Goffman se graduou na “St. John’ Technical High School, em Dauphin. No mesmo ano, 1939, ingressou na “University of Manitoba”, para estudar Química. Em 1943, seus interesses mudaram e, em detrimento de Manitoba, Goffman optou por se mudar para Toronto onde trabalhou no “National Film Board of Canada”. Lá teve contato com Dennis Wrong, um sociólogo que o incentivou a retomar os estudos. Goffman o fez, agora na área de sociologia e pela “University of Toronto”. Em 1945, Goffman se mudou novamente, agora para ingressar como pós-graduando no famoso departamento de sociologia da “University of Chicago”, onde teve contato com notáveis como Everett Hughes e Herbert Blumer, influências posteriores no trabalho de Goffman. Com o mestrado completo, foi lá mesmo que ele continuou seus estudos, ingressando no doutorado. Sua dissertação adveio de um notável trabalho sobre a interação social entre nativos e visitantes da remota ilha de Unst nas “Ilhas Shetland” e foi publicada como a monografia “A Representação do Eu na Vida Cotidiana”, um livro que representa a fundação do pensamento de Goffman.
Foi em 1958, como professor assistente do Departamento de Sociologia da “University of California” em Berkeley que Goffman iniciou sua carreira na docência, e com ela, um período de grande produtividade. A edição revisada e expandida de “A Representação do Eu na Vida Cotidiana” ganhou o “Maclver Award” de 1961 como melhor livro de sociologia da americana, o que deu grande destaque ao autor. Logo em seguida ocorreram a publicação de “Asylum” (traduzido como “Manicômios, prisões e conventos”), e “Stigma” (traduzido como “Estigma: notas sobre a manipulação da identidade deteriorada”) dois do mais famosos livros de Goffman. Além dos dois livros, o primeiro publicado em 61 e o segundo em 63, nesse período o autor publicou também “Encounters” (1961) e “Behavior in Public Places” (1963). As cincos obras projetaram Goffman internacionalmente.
Foi nesse contexto que, em 1968, recebeu o convite – aceito - para a “Benjamin Fraklin Chair” de Antropologia e Sociologia na “University of Pennsylvania”. Continuou com suas publicações, apresentando “Interaction Ritual” (1967); “Strategic Interaction” (1969); “Relations in Public” (1971) e “Frame Analysis” (1974). Mais tarde, ainda publicou “Gender Advertisements” (1979) e “Forms of Talk” (1981) abordando sociolinguística e questões de gênero. A incorporação dessa nova dimensão à sua obra é influência de seu contato estreito com o Departamento de Linguística da própria “University of Pennsylvania” e com a “Annenberg School of Comunication”.
Em 1982, Goffman foi presidente da Associação Americana de Sociologia até que, em novembro do mesmo ano, um câncer no estômago o levou à morte.

## Carreira
A pesquisa que Goffman tinha feito em Unst o inspirou a escrever sua primeira grande obra, “A Representação do Eu” (1956). Depois de se formar pela Universidade de Chicago, em 1954-57 foi assistente para o diretor de esportes do Instituto Nacional de Saúde Mental, em Bethesda, Maryland. A observação advinda da participação o instituto o levou a escrever seus ensaios sobre a doença mental e instituições totais, que veio a formar o seu segundo livro, “Asylums: Essays on the Social Situation of Mental Patients and Other Inmates” (1961).
Em 1958, tornou-se um membro do corpo docente do departamento de sociologia da Universidade da Califórnia, em Berkeley, primeiro como professor visitante, em seguida, a partir de 1962 como professor titular. Em 1968, ele mudou-se para a Universidade da Pensilvânia, recebendo a “Benjamin Franklin Chair” em Sociologia e Antropologia, em grande parte devido aos esforços de Dell Hymes, um ex-colega de Berkeley. Em 1969, ele tornou-se membro da Academia Americana de Artes e Ciências. Em 1970, tornou-se um co-fundador da Associação Americana para a Abolição da Hospitalização Mental Involuntária [16] e coautor de sua Declaração de Plataforma. Em 1971, ele publicou “Relations in Public”, no qual ele amarra muitas de suas idéias sobre a vida cotidiana, vista de uma perspectiva sociológica. Outro grande livro dele, Frame Analysis, saiu em 1974. Ele recebeu uma bolsa da Fundação Guggenheim para 1977-1978. Em 1979, recebeu o Prêmio “Cooley-Mead” para acadêmico distinto, a partir da seção de Psicologia Social da American Sociological Association. Ele foi eleito o 73ª presidente da American Sociological Association, servindo em 1981-82; no entanto, foi incapaz de realizar o discurso presidencial em pessoa devido à progressão da doença.
Postumamente, em 1983, ele recebeu o Prêmio “Mead” da Sociedade para o Estudo da Interação Simbólica.

## Influência e Legado
Goffman foi influenciado por Herbert Blumer, Émile Durkheim, Sigmund Freud, Everett Hughes, Alfred Radcliffe-Brown, Talcott Parsons, Alfred Schütz, Georg Simmel e W. Lloyd Warner. Hughes foi o "mais influente de seus professores", de acordo com Tom Burns. Gary Alan Fine e Philip Manning afirmam que Goffman nunca se empenhou em diálogos sérios com outros teóricos. Seu trabalho tem, no entanto, influenciado e foi discutido por vários sociólogos contemporâneos, incluindo Anthony Giddens, Jürgen Habermas e Pierre Bourdieu.
Embora Goffman seja frequentemente associado com a escola de interação simbólica do pensamento sociológico, ele não vê a si mesmo como um representante dela, o que condiz com a colocação de Fine e Manning que ele "não se encaixa facilmente dentro de uma escola específica de pensamento sociológico". Suas idéias são também "difícil reduzir a uma série de temas-chave"; seu trabalho pode ser genericamente descrito como o desenvolvimento de "uma sociologia comparativa, qualitativa com o objetivo de produzir generalizações sobre o comportamento humano".
Goffman fez avanços substanciais no estudo da interação face-a-face, elaborou a "abordagem dramatúrgica" a interação humana, e desenvolveu inúmeros conceitos que tiveram uma grande influência, particularmente no campo da micro-sociologia da vida cotidiana. Muitas de suas obras tratam da organização do comportamento cotidiano, um conceito que ele chamou de "ordem da interação". Ele contribuiu para o conceito sociológico de enquadramento (“frame analysis”), a teoria do jogo (o conceito de interação estratégica), e para o estudo das interações e lingüística. Com relação a este último, ele argumentou que a atividade de falar deve ser vista como um bem social, em vez de uma construção linguística. A partir de uma perspectiva metodológica, Goffman muitas vezes emprega abordagens qualitativas, especificamente a etnografia, a mais famosa em seu estudo sobre os aspectos sociais da doença mental, em particular o funcionamento das instituições totais. Em geral, suas contribuições são valorizadas como uma tentativa de criar uma teoria que abrigue “agency-and-structure” de divisão- por popularizar construcionismo social, a interação simbólica, análise de conversação, estudos etnográficos, bem como o estudo e importância das interações individuais Sua influência se estendeu muito além de sociologia: por exemplo, o seu trabalho forneceu os pressupostos de muito da pesquisa atual na linguagem e interação social, no âmbito da disciplina de comunicação.
Em 2007, Goffman foi listado pelo “The Times Higher Education Guide” como o sexto autor mais citado nas ciências humanas e sociais, atrás de Anthony Giddens e à frente de Jürgen Habermas Sua popularidade com o público em geral tem sido atribuída a seu estilo de escrita, descrita como "sarcástico, satírico", e como "irônico e auto-consciente literário", e ao fato de ser mais acessível do que o da maioria dos acadêmicos. Seu estilo também tem sido influente na academia, e é creditado com a popularização de um estilo menos formal em publicações acadêmicas.
Entre seus alunos estão incluídos Carol Brooks Gardner, Charles Goodwin, Marjorie Goodwin, John Lofland, Gary Marx, Harvey Sacks, Emanuel Schegloff, David Sudnow e Eviatar Zerubavel.
Apesar de sua influência, de acordo com Fine e Manning existem "notavelmente poucos estudiosos que estão continuando seu trabalho", nem houve uma "escola Goffman"; assim, o seu impacto na teoria social tem sido, simultaneamente, "grande e modesto". Fine e Manning atribuem a falta de um herdeiro do “estilo Goffman” de pesquisa e escrita devido a natureza do próprio estilo, que consideram muito difícil de duplicar (mesmo "à prova de mímica"), e também devido ao fato de seu estilo de escrita e temas não estarem sendo amplamente valorizado nas ciências sociais. No que diz respeito ao seu estilo, Fine e Manning observam de que ele tende a ser visto tanto como um estudioso cujo estilo é difícil de reproduzir, e, portanto, difícil para aqueles que podem querer imitar seu estilo, ou como um estudioso, cujo trabalho era de transição, unindo o trabalho da escola de Chicago e de sociólogos contemporâneos, e, portanto, de menor interesse para sociólogos que os clássicos de um desses dois grupos. No que diz respeito aos seus temas, Fine e Manning observarm que o tema do comportamento em locais públicos é frequentemente estigmatizados como sendo trivial, e, portanto, indignos de séria atenção dos estudiosos.
No entanto, Fine e Manning notam que Goffman é "o sociólogo norte-americano mais influente do século XX" Elliott e Turner o veem como "uma figura reverenciada - um teórico bandido que veio para exemplificar o melhor da imaginação sociológica", e "talvez o primeiro teórico sociológico pós-moderno".

### Influências na criminologia
No campo criminológico, Goffman faz parte da chamada teoria surgida nos Estados Unidos conhecida como labelling approach, surgida no início dos anos 60, sendo uma perspectiva crítica ao Direito Penal e à criminologia vigente à época. Como leciona Sergio Salomão Shecaira, no Brasil ficou conhecida como teoria interacionista e utiliza métodos qualitativos e de observação, dentre os quais inclui-se o estudo de Goffman acerca das instituições totais. Tal teoria expõe que, ao reprimir movimentos sociais, a política criminológica vigente na década de 50 transforma pessoas comuns em criminosos. O enfoque passa a ser a interação social, e a delinquência é tida como resultado do processo causal desencadeado pela estigmatização. As instâncias de controle social primam pelo status em detrimento do merecimento. Shecaira aponta a grande contribuição de Goffman com “Manicômios, prisões e conventos”, apresentando a degradação do eu, como já supracitado. Aponta que Felipe Martínez irá recuperar o conceito de instituição total para analisar a pena em três aspectos: a mutilação do eu, a relação dramatúrgica entre os atores das instituições deste tipo e, por fim, o estigma.
Interessante sobre o tema ressaltar a fala de Manoel Pedro Pimentel, advogado, magistrado citado por Shecaira: "Seu aprendizado (do condenado), nesse mundo novo e peculiar, é estimulado pela necessidade de se manter vivo e, se possível, ser aceito no grupo, Portanto, longe de estar sendo ressocializado para a vida livre, está, na verdade, sendo socializado para viver na prisão". Ou seja: temos um homem moldado, independentemente do bom comportamento, e não ressocializado.
Assim, deixa-se um legado que irá influenciar três diferentes teorias: o neo-realismo de esquerda, a teoria do direito penal mínimo e o teoria abolicionista. Irá influenciar, logicamente, no campo nacional, a política, pois surge numa época de ânimos acirrados e ditadura militar em curso.

## Trabalhos

### Primeiras obras
Os primeiros trabalhos de Goffman consistem em seus escritos NA pós-graduação de 1949-1953.
Sua tese de mestrado foi um levantamento das respostas do público para uma novela de rádio, “Big Sister”. Um dos seus elementos mais importantes era uma crítica de sua metodologia de pesquisa - da lógica experimental e de análise das variáveis. Outros escritos do período incluem “Symbols of Class Status” (1951) and “On Cooling the Mark Out” (1952) sua tese de doutorado, “Communication Conduct in an Island Community” (1953), apresentou um modelo de estratégias de comunicação na interação face-a-face, e se concentrou em como todos os dias, rituais de vida afetam projeções públicas de si mesmo.

### A Representação do Eu na Vida Cotidiana[3]
O autor busca interpretar o comportamento dos indivíduos em seu cotidiano. Para isso, são utilizadas diversas metáforas ligadas ao meio teatral.
Essa obra visou, principalmente, entender a necessidade que as pessoas têm de causar impressões em outrem, bem como o modo de se transmitir e de se obter tais impressões.
Goffman aborda que existem maneiras diferenciadas de se colher tais elementos, a fim de se obter dados sobre a outra pessoa ( Goffman denomina essas formas de ´´veículos de indícios``): (i) podem ser pautados em estereótipos ligados a experiências passadas; (ii) podem ser provas documentadas, cujas características dizem respeito ao indivíduo que as entregou.
Ademais, o autor aborda os dois planos de atividades de expressão ligada à capacidade do indivíduo de passar a impressão: (i) expressão transmitida ( atrelada à ideia de símbolos verbais, isto é, a comunicação no sentido estrito); (ii) expressão emitida ( liga-se à ideia de ações sintomáticas do autor ( comunicação em sentido amplo).
Goffman da um maior enfoque nas expressões emitidas, as quais somente podem ser percebidas pelo olhar do sociólogo. Buscando uma analogia com o teatro, o autor busca mostrar que seria possível o indivíduo agir calculadamente sem ter consciência de que esta agindo assim, já que a tradição de seu grupo ou sua posição social podem exigir tal comportamento. No teatro, no entanto, a impressão seria a de que as ações das pessoas são sempre calculadas.
Nesse diapasão, poder-se-ia afirmar que o indivíduo, em seu plano de comunicação, teria consciência plena apenas da expressão transmitida, sendo que este tipo, segundo o autor, serviria para equilibrar ou reestabelecer a simetria no processo de comunicação.
A aceitação da projeção comunicada pelo indivíduo, seria, portanto, parte do processo de interação social. Haveria uma definição geral da situação feita pelo conjunto de seus integrantes, ensejando, não apenas um acordo sobre o que existe, mas, também um acordo real no que tange às pretensões da pessoa comunicante.
Em outras palavras, ao se comunicar, o indivíduo busca fazer com que os outros acreditem na impressão que ele deseja transmitir, de modo que seu papel representado implique as consequências pretendidas por ele. Desse modo, fazendo-se nova analogia com o teatro, Goffman apresenta dois polos: o ator pode realmente estar convencido de que sua encenação é a verdadeira realidade; o ator pode não estar inteiramente engajado em sua atuação, e tampouco pelo que o publico crê ( seria o ator cínico).
Para o autor, a descrença pode partir para a crença, haja vista um recruta que inicialmente segue as formalidades do exercito para não sofrer sanções, mas que ao decorrer do tempo incorpora os valores da instituição para si. A recíproca também é verdadeira, passando-se da crença para o cinismo ( o que para o autor seria mais comum nas carreiras de fé).
Ademais, Goffman aborda o conjunto de estratagemas ou artifícios os quais possibilitariam ao ator a realização de sua representação, é a denominada fachada. Seria afirmar a existência de um instrumento que a pessoa se vale para definir sua situação de interação. No teatro, por exemplo, fariam parte da fachada, o cenário e os equipamentos expressivos do próprio ator ( seria uma ´´fachada pessoal´´), como por exemplo as expressões faciais.
A fachada pessoal, segundo o autor, teria estímulos, os quais dividem-se em: (i) maneira, referindo-se aos estímulos que dizem respeito ao modo de como o ator almeja agir em relação à interação que se dará; (ii) aparência, cuja função é expor o status social do ator, informando acerca do estado ritual temporário do indivíduo.
Para que se constitua a ´´fachada social´´ busca-se integração entre maneira e aparência, bem como entre elas e o ambiente. Caso essa coesão não aconteça haveria um imenso estranhamento, como o caso de um executivo que mora em um local muito pobre ( conflito entre aparência e ambiente) ou que trate de modo equiparado outros que estão em posição hierárquica inferior ( conflito entre aparência e maneira).
A realização dramática seria um meio utilizado pelo individuo para acentuar fatos confirmatórios. A dramatização seria, portanto fator sine qua non para a segurança da representação do papel, e seu interprete, por sua vez não deve demonstrar insegurança em sua atuação.
Para Goffman, a dramatização pode ser positiva e até mesmo essencial para algumas atividades, para que dessa forma as complemente, haja vista o trabalho de um policial ou de um lutador. Já em outros casos, a dramatização pode prejudicar uma função, como por exemplo um aluno em sala de aula que pretende demonstrar ser atento, mas que na realidade só está dispendendo muita energia nessa encenação, deixando de prestar atenção de fato nas explicações em sala. Estes seriam exemplos dos quais a representação do eu é socializada.
Os indivíduos buscam a projeção de imagens melhoradas de si mesmos a fim de ressaltar valores reconhecidos e admirados pelo grupo, com intuito de causarem uma impressão positiva. Isso, segundo o autor seria uma forma de educação de fora para dentro. A idealização de si mesmo pode ser: (i) positiva, quando por exemplo indivíduos da cultura indiana de castas inferiores adotam posturas e comportamentos de castas superiores; (ii) negativa, como por exemplo alguém que, para manter sua reputação e status, adota uma postura arrongante e frívola.
A idealização, em outras palavras, seria a caricatura de padrões tido como ideais na representação.
Surge com a idealização conflitos entre a aparência e a realidade, em que muitas vezes aquilo que é exteriorizado é aquilo que realmente é. Haveria uma distorção entre o eu demasiadamente humano e nosso eu socializado.
Assim como no teatro, em que a plateia pode ser enganada com uma falsa representação, na sociedade, incorporar um papel, o qual o indivíduo não tem a legitimidade fazê-lo, pode causar alvoroço, como por exemplo imaginar alguém sem qualificação para ser médico assumir tal cargo, uma vez que este exige um certo status.
Há também, situações em que representações falsas são aceitas, como proferir mentiras inocentes, ou utilizá-las para proteger alguém.
Pode-se, inferir que as características gerais das representações podem ser tidas como coações da interação, uma vez que agem sobre os indivíduos a fim de moldar e transformar suas atividades em representações.

### Manicômios, prisões e conventos[4]
Em “Manicômios, prisões e conventos”, uma das mais relevantes obras para o estudo da Criminologia, Goffman baseia-se na sua experiência em um trabalho de campo no Hospital St. Elizabeths em Washington D.C. Nesta obra, o autor desenvolve, a partir da análise in loco, o conceito de instituição total e aponta, desde o início do trabalho, que seu objetivo é chegar a uma versão sociológica da estrutura do eu. Dividido em quatro ensaios, busca-se focar a situação do internado.
No primeiro ensaio “As Características das Instituições Totais”, o autor inicia, já na Introdução, definindo o que são estabelecimentos sociais, apesar da terminologia não ser unívoca na sociologia, bem como aponta que todas as instituições tem tendência de “fechamento”, tomando algum tempo e interesse dos participantes destas. Nas instituições totais, o fechamento é extremo: há proibições e barreiras, físicas inclusive, impedindo a saída dos internos. Divide tais instituições em cinco: instituições para cuidar de pessoas inofensivas (asilos, casas para órfãos, etc.); instituições para cuidar de pessoas que não são capazes de cuidar de si mesmas e que também são uma ameaça à comunidade, ainda que não intencionalmente (sanatórios para tuberculosos, leprosos e doentes mentais); instituições para proteger a comunidade de perigos intencionais (cadeias, penitenciárias, campos de prisioneiros de guerra); instituições voltadas para a realização de algum trabalho de forma mais profícua (quartéis, navios, campos de trabalho, escolas internas); e, por fim, instituições voltadas para servir de refúgio do mundo (abadias, mosteiros).
O autor também faz ponderações sobre as diferenças das instituições total acerca da comunicação, informações sobre o ambiente interno e externo, o trabalho e a família. Assim, as instituições totais interessam à sociologia pois são parcialmente comunidade residencial e parte organização formal, sendo estufas para mudar pessoas, sendo um experimento para alterar o eu.
Tece considerações acerca do mundo do internado em confronto com o mundo da instituição, há uma tensão entre os dois mundos, sendo que tal tensão é uma força estratégica para o controle de homens, ou seja, para a mudança do eu, como já supracitado. O novato em tais instituições sofre uma série de degradações morais, mortificando o eu da pessoa, buscando o rompimento com o mundo externo, constrói-se uma nova identidade através da degradação, podendo haver inclusive castigos e mutilações morais ou físicas. Há ainda inúmeras autoridades, a classe dirigente, a que se deve respeitar a disciplina, o que aumenta a possibilidade de castigos, e diferencia do mundo externo, que, geralmente, há uma autoridade apenas a seguir no trabalho e as outras autoridade não estão sempre presentes.
Após a mortificação do eu, há uma sistemática que visa a reorganização pessoal, composta por regras da casa (regras acerca da conduta do internado), privilégios (recompensas pequenas pela obediência do internado) e castigos (aplicados aos internados que desobedecem regras).
Os internados buscam, para se adaptar às instituições, táticas como: o afastamento da situação, intransigência, conversão (tentando ter um comportamento exemplar de acordo com as regras) e colonização (fazer com que o internado pense que o mundo interno é melhor que o externo, dando a noção de pertencimento).
A respeito disso, assinala que muitos internados, ao saírem, têm dificuldade de adaptação ao mundo externo, além de não conseguir se livrar do estigma. Aponta Goffman que “pode descobrir que a liberação significa passar do topo de um pequeno mundo para o ponto mais baixo de um mundo grande.” (p. 68).
As instituições totais “Quase sempre, muitas instituições totais parecem funcionar apenas como depósitos de internados, mas, usualmente se apresentam ao público como organizações racionais, conscientemente planejadas como máquinas eficientes para atingir determinadas finalidade socialmente confessadas e aprovadas. O objetivo oficial é a reforma dos internados na direção de algum padrão ideal. Esta contradição entre o que a instituição realmente faz e aquilo que oficialmente deve dizer que faz, constitui o contexto básico da atividade diária da equipe dirigente.” (p. 69).
Goffman assinala que as pessoas são consideradas fins em si mesmas, denotando a diferença do trabalho entre o trabalho com o material humano e o material inanimado. O internado tem (ou tinha) uma vida externa, podem ter capacidade de resistência às ordens da equipe dirigente, podem ser criados laços entre a equipe dirigente e os internados ou até haver dificuldades emocionais para se manter o padrão exigido de comportamento. Quando há uma ligação emocional entre dirigentes e internados, pode haver todo tipo de repercussões desagradáveis.
Diferencia-se os novatos internados pela entrada voluntária ou involuntária, o que altera seu estado de ânimo e suas expectativas.
Há ainda, sobre a classe dirigente, o problema dos estratos mais elevados, como os diretores, e da classe que irá ter maior contato com os internados, que terão de lidar diariamente com os internados e seguir um sistema que, muitas vezes, chega a discordar. Goffman assinala que o objetivo de sua obra é compreender os problemas nas instituições totais e condenar menos a classe diretora e entender seus problemas sociais internos.
No artigo “A Carreira Moral do Doente Mental”, Goffman aponta que a proposta é estudar a trajetória de um doente mental como um estudo institucional do eu, estudando o público e o íntimo do indivíduo e suas relações. Delimita ainda o doente mental como o que passou pelo processo de hospitalização. O autor aborda três fases da carreira (enquanto trajetória) do doente mental: a fase pré-internação, o período internado no hospital, e a fase pós internato, somente as duas primeiras são expostas. Em resumo, ocorre a expropriação do mundo externo e passa a transformar o eu. O internado desenvolve o sentimento de abandono, desejo de anonimato, passando por uma posterior adaptação ao internato e, finalmente, justificativas. Há assim, uma transformação do eu (tema que, como o próprio autor expõe, é seu foco de análise). No artigo “A vida Íntima de uma Instituição Pública”, Goffman apresenta as propriedades comuns dos vínculos que unem os indivíduos a entidades. Há obrigações, participação, ligação emocional, impõe-se compromisso e adesão. Utiliza, novamente, o hospital psiquiátrico como objeto de estudo, como uma “organização formal estrutural”. Define esta como “um sistema de atividades intencionalmente coordenadas e destinada a provocar alguns objetivos explícitos e globais.” (p. 149) Delimita ainda que se aterá às instituições desse tipo localizadas em um edifício, em um local murado, que tem como peculiaridade a participação dos internos em momentos específicos. Emprega-se meios específicos para se atingir fins específicos, porém há limites: certos padrões de bem-estar devem estar presentes, com níveis de saúde, segurança e conforto, o ser humano não pode ser diminuído como mero participante da instituição; a motivação dos participantes é dada ou por cooperação por valores comuns ou por um envolvimento no destino pessoal de um ou mais participantes; há a necessidades de incentivos, que não se relacionam com os fins para que o internado se sinta incentivado, são pagamentos, diplomas, instrução. Há também os incentivos negativos, como castigos, sanções negativas.
Goffman aponta, em sua análise, ajustes primários e secundários. Os primários são aqueles que os internados cooperam com o fim a ser atingido. Os secundários são sistemas de ajustamento que, seja por malícia, desprezo, prazer, permitem a preservação do eu, fugindo do objetivo da instituição. São estas: as substituições, utilizando artefatos para fins que não os determinados; explorar o sistema de modo a atingir fins pessoais, como exagerar em sintomas para atrair a atenção, ainda que de forma coercitiva; obter tarefas para realizar tais ajustamentos. Também há a utilização de locais, recursos e estruturas sociais internas para o ajustamento secundário. O ajustamento secundário, portanto, “sugere que as organizações formais tenham locais padronizados de vulnerabilidade – por exemplo, depósitos, enfermarias, cozinhas ou locais de trabalho muito especializados.”, são mundos de fuga para os internos. Ou seja, do ponto de vista sociológico, a interpretação do eu é complexa: “A interpretação sociológica mais simples do indivíduo e do seu eu é que ele é, para si mesmo, aquilo que seu lugar numa organização o define que seja. Quando posta em xeque, um sociólogo modifica esse modelo, admitindo certas complexidades: o eu pode ainda nao estar formado ou pode apresentar lealdades conflitivas.” (p. 258). Pode ser necessário analisar o eu contra alguma coisa.
No 4° e último artigo do livro, Goffman argumenta em torno da justificação social que possui um hospital médico psiquiátrico, sendo que a relação médico-paciente é “camuflada” numa relação fornecedor-consumidor, sendo as sanções formas de reparação do eu, não sendo suas reclamações levadas como legítimas mas como formas “sintomas” do desajuste. O autor buscar apontar que as relações médicas não são iguais às relações num hospital psiquiátrico. A crítica central deste artigo, que pode ser transplantado (ainda que com ressalvas) para outras instituições descritas por Goffman pode ser resumida no último parágrafo de sua obra: “Para sair do hospital, ou melhorar sua vida dentro dele, precisam demonstrar que aceitam o lugar que lhes foi atribuído, e o lugar que lhes foi atribuído consiste em apoiar o papel profissional dos que parecem impor essa condição. Essa servidão moral auto alienadora, que talvez ajude a explicar por que alguns internados se tornam mentalmente confusos, é obtida em nome da grande tradição da relação de serviço especializado, principalmente em sua versão médica. Os doentes mentais podem ser esmagados pelo peso de um ideal de serviço que torna a vida mais fácil para todos nós.”

### Estigma: Notas sobre a Manipulação de uma Identidade Deteriorada[5]
Lançado em 1963 têm-se a sua última versão traduzida (4ª) e lançada no Brasil no ano de 1988 pela editora LT. O tema dessa obra é a relação social das pessoas estigmatizadas e as ditas “normais”. Para se entender o significado da palavra estigma é necessário compreender o conceito de identidade virtual e identidade real dos indivíduos. O primeiro conceito [identidade virtual] corresponde as expectativas normativas criadas através da maior probabilidade de ser encontradas determinadas características em um indivíduo através de um determinado ambiente social. Já o segundo conceito [identidade real] corresponde às verdadeiras características encontradas nos indivíduos. Assim, quando existem discrepâncias entre a identidade virtual e a identidade real, de modo negativo, surge o estigma. Quando a diferença entre expectativa e realidade se mostra de modo a beneficiar o sujeito passivo da avaliação manifesta-se o “símbolo de status” ou, como prefere o autor, o “símbolo de prestígio”.
Esses estigmas podem ser classificados em três espécies: deformidades físicas, culpas de caráter, e tribais de raça, nação e religião. Os três tipos conferem de modo muito semelhante a depreciação dos estigmatizados, de modo tão intrínseco e complexo que tais sujeitos [os estigamatizados] muitas vezes se sentem como não pertencentes à espécie humana e se classificam como piores que os “normais”. Desse modo, se o estigma é evidente e a sociedade toma seu conhecimento no momento de interação social ou até mesmo antes dele- o sociólogo nomeia essa condição de indivíduo desacreditado- o estigmatizado passa por uma situação desconfortante. Angústia, vergonha, medo, inferioridade, são apenas alguns dos sentimentos do diferente, sua carreira moral não é somente saber sua qualidade estigmática, como também administrar a tensão sentimental presente no seu dia-a-dia e, em um momento posterior, a aceitação como diferente, porém igual aos demais, sua qualidade estigmatizada não o torna diferente dos “normais”, ou seja, não humano, porém essa diferença não o deixa ser igual aos “normais”.
Por outro lado, se o estigma é possível de se esconder, se sua existência for imperceptível em um primeiro momento, temos a condição de desacreditável. O indivíduo que goza dessa condição tem uma tarefa árdua se pretender manter em segredo o seu estigma. Evitar contato pessoal com as pessoas e usar de técnicas que mascarem ou confundam as percepções das outras pessoas sobre seu estigma (encobrimento) são artimanhas comuns dos desacreditáveis, eles constroem um mecanismo para controlar a seletividade das informações, vivem com o medo de serem descobertos em sua essência, muitas vezes são possíveis de serem chantageados sob a ameaça de publicizar seu estigma. Os desacreditáveis, muitas vezes, admitem um estigma considerado menos grave a fim de esconder seu verdadeiro estigma, considerado mais grave, tal tática recebe o nome de acobertamento.
Assim, é possível perceber que um desacreditável só tem seu estigma revelado por quem o conhece, não completamente, mas conhece sua biografia onde o estigma está presente. Quando se refere à biografia tem-se que entender que biografia é o conjunto de aspectos sociais que um sujeito viveu, desse modo, cada pessoa que tenha uma relação social com outra irá conhecer uma biografia, um papel desempenhado por outro na sociedade, desse modo, são possíveis inúmeras biografias de um sujeito que somadas formam a história da pessoa.
Já em relação à normalização dos estigmatizados em geral, tanto os desacreditados como os desacreditáveis, é comum perceber que o convívio com eles faz com que o estigma deixe de ser algo que incomoda. Os primeiros contatos incomodam tanto o estigmatizado como os “normais”, entretanto, com o passar do tempo o diferente se torna comum, ambos os sujeitos sociais se acostumam com a situação e deixam de lado as diferenças.
Outro ponto importante que é abordado na obra são as organizações dos estigmatizados. O autor demonstra o importantíssimo papel das organizações dos estigmatizados na aceitação e conhecimento da sua condição especial. É evidente a dificuldade que tais sujeitos passam na sociedade por serem enxergados como diferentes, desse modo, quando encontram os seus pares identificam no outro o seu “eu” e deixam de ser os únicos de sua “espécie”. Além desse papel também é crucial a função de defender seus integrantes perante a sociedade.
Nesse diapasão que Goffman desenvolve os principais temas relacionados com o estigma na sociedade. Tal ensaio aborda de maneira profunda e complexa o âmago dessa questão. Para elucidar e facilitar a teoria desenvolvida, o autor traz inúmeros depoimentos de indivíduos estigmatizados comentando-os e desenvolvendo suas causas e consequências.

### Interaction Ritual[6]
“Interaction Ritual: Essays on Face-to-Face Behavior” é uma coleção de seis ensaios de Goffman. Os quatro primeiros foram originalmente publicados na década de 1950, o quinto em 1964, e o último foi escrito para a coleção. Eles incluem: "On Face-work" (1955); "Embarrassment and Social Organization" (1956); "The Nature of Deference and Demeanor" (1956); "Alienation from Interaction" (1957); "Mental Symptoms and Public Order" (1964); e "Where the Action Is".
O primeiro ensaio, "On Face-work", discute o conceito de rosto, que é a auto-imagem positiva que um indivíduo detém ao interagir com os outros. Goffman acredita em face "como uma construção sociológica de interação, não é inerente nem um aspecto permanente da pessoa". Uma vez que um indivíduo dispõe de uma auto-imagem positiva de si mesmo para os outros, esse indivíduo sente a necessidade de manter e viver de acordo com essa imagem. Inconsistência na forma como uma pessoa projeta a si próprio na sociedade traz o risco de constrangimento e descrédito. Portanto, as pessoas permanecem guardadas, para garantir que elas não mostram-se aos outros em uma luz desfavorável.

### Strategic Interaction[14]
O livro “Strategic Interaction” (1969) de Goffman, é a sua contribuição para a teoria dos jogos. Discute-se a compatibilidade da teoria dos jogos com o legado da Escola de Chicago de Sociologia e com a perspectiva do interacionismo simbólico. É uma de suas poucas obras que envolvem claramente essa perspectiva. A visão de Goffman sobre a teoria dos jogos foi moldada pelas obras de Thomas Schelling. Goffman apresenta a realidade como uma forma de jogo, e discute as suas regras e os vários movimentos que os jogadores podem fazer (o "inconsciente", o "ingênuo", a "cobertura", a "descoberta" e a "contra-descoberta").

### Frame Analysis[7]
“Frame Analysis: An Essay on the Organization of Experience” (1974) é a tentativa de Goffman para explicar como quadros conceituais - maneiras de organizar a experiência - estruturam a percepção do indivíduo da sociedade. [54] Este livro é, portanto, sobre a organização da experiência e não a organização da sociedade. Um quadro é um conjunto de conceitos e perspectivas teóricas que organizam experiências e orientam as ações de indivíduos, grupos e sociedades. Análise do quadro (“frame analysis”), então, é o estudo da organização da experiência social. Para ilustrar o conceito do quadro, Goffman dá o exemplo de um quadro de imagem: a pessoa usa a armação (que representa a estrutura) para manter unida a sua imagem (que representa o conteúdo) do que ele está passando em sua vida.
Os quadros mais básicos são chamados de estruturas primárias. Um quadro primário leva a experiência de um indivíduo ou um aspecto de uma cena que iria originalmente ser sem sentido e torna significativa. Um tipo de estrutura principal é um quadro natural, que identifica situações no mundo natural, e é completamente biofísica, sem influências humanas. O outro tipo de quadro é um quadro social, o que explica os eventos e os conecta aos seres humanos. Um exemplo de um quadro natural é o tempo, e um exemplo de um quadro social é um meteorologista que prevê o tempo. Concentrando-se nas estruturas sociais, Goffman procura "construir uma declaração geral sobre a estrutura, ou forma, de experiências individuais, em qualquer momento de sua vida social".
Goffman ve este livro como sua magnum opus, apesar de não ser tão popular quanto suas obras anteriores.

### “Forms of Talk”[8]
O livro de Goffman, “Forms of Talk” (1981), inclui cinco ensaios: "Replies and Responses" (1976); "Response Cries" (1978); "Footing" (1979); "The Lecture" (1976); e "Radio Talk" (1981). Cada ensaio refere-se a comunicação verbal e não-verbal, através de um modelo sociolinguístico. O livro oferece uma visão abrangente do estudo da fala. Na introdução, Goffman identifica três temas que se repetem ao longo do texto: "Ritualização, quadro de participação, e de incorporação"
O primeiro ensaio, "Replies and Responses", diz respeito a "diálogo de conversação" e a forma como as pessoas respondem, durante uma conversa, verbal e não-verbal. O segundo ensaio, "Response Cries", considera o uso de expressões e sua implicações sociais em diferentes contextos sociais. Especificamente, Goffman discute "self-talk" (falar com ninguém em particular) e seu papel em situações sociais. Em seguida, em "Footing", Goffman aborda a maneira que o posicionamento ou alinhamento, podem mudar durante uma conversa. O quarto ensaio, "The Lecture”, originalmente uma apresentação oral, descreve diferentes tipos e métodos de aula. Por último, em "Radio Talk", Goffman descreve os tipos e formas de falar usada na programação de rádio e o efeito que têm sobre os ouvintes.

## Ocupações
Em sua carreira, Goffman trabalhou:
- “University of Chicago”, Departamento de Ciências Sociais, Chicago: assistente, 1952–53; associado, 1953–54;
- “National Institute of Mental Health”, Bethesda, Maryland: Cientista Visitante, 1954–57;
- “University of California”, Berkeley: Professor assistente, 1957–59; Professor, 1959–62; Professor de sociologia, 1962–68;
- “University of Pennsylvania”, Philadelphia: Como professor, ocupando a cadeira “Benjamin Franklin” de Antropologia e Sociologia, 1969–82.

## Contribuição teórica
Estudou a interacção social no dia-a-dia, especialmente em lugares públicos, principalmente no seu livro A Representação do Eu na Vida Cotidiana, no qual desenvolve a ideia que mais identifica a sua obra: o mundo é um teatro e cada um de nós, individualmente ou em grupo, teatraliza ou é actor consoante as circunstâncias em que nos encontremos, marcadas por rituais e posições distintivas relativamente a outros indivíduos ou grupos. Já em Estigma - Notas sobre a manipulação da identidade deteriorada (Stigma: Notes on the Management of Spoiled Identity), reexamina os conceitos de estigma e identidade social, o alinhamento grupal e a identidade pessoal, o eu e o outro, o controle da informação, os desvios e o comportamento desviante, abordando a "comunidade dos estigmatizados", constituída por aqueles considerados como "engajados numa espécie de negação coletiva da ordem social" - boêmios, delinqüentes, prostitutas, ciganos, malandros de praia, mendigos e até mesmo os músicos de jazz.
Para Goffman, o desempenho dos papeis sociais tem a ver com o modo como cada indivíduo concebe a sua imagem e pretende mantê-la.
Abordou também com especial atenção o que chamava de "instituições totais", estudando lugares onde o indivíduo era isolado da sociedade, tendo todas as suas atividades concentradas e normalizadas - como as prisões, os hospitais psiquiátricos, os conventos e algumas escolas internas. No campo da linguagem, Erving Goffman contribui com o estudo da interação humana, introduzindo o conceito de footing, isto é, o "alinhamento, a postura, a posição, a projeção do 'eu' de um participante na sua relação com o outro, consigo próprio e com o discurso em construção."
Goffman tem um importante papel na antipsiquiatria e no movimento antimanicomial no Brasil, graças à suas considerações sobre a função social da psiquiatria em nossa sociedade.
Goffman aplicou ao estudo da civilização moderna os mesmos métodos de observação da antropologia cultural: assim como, nas sociedades indígenas, há ritualizações, que permitem distinguir indivíduos e grupos, também nas sociedades contemporâneas. A origem regional, a pertença a uma classe social ou quaisquer outras categorias se marcam por ritualizações que distinguem indivíduos e grupos, tomando por exemplo pequenos aspectos, como as formas de vestir ou de se apresentar publicamente. Goffman considera a interacção como um processo fundamental de identificação e de diferenciação dos indivíduos e grupos. De resto, estes não existem isoladamente: só existem e procuram uma posição de diferença pela afirmação, na medida em que, justamente, são "valorizados" por outros.